# Xochiatipan
Xochiatipan là một đô thị thuộc bang Hidalgo, México. Năm 2005, dân số của đô thị này là 18157 người.